# Giro de Italia 1950
La 33.ª edición del Giro de Italia se disputó entre el 24 de mayo y el 13 de junio de 1950, con un recorrido de 18 etapas y 3981 km, que el vencedor completó a una velocidad media de 33,816 km/h. La carrera comenzó en Milán y terminó en Roma.
Tomaron la salida 105 participantes, de los cuales 75 terminaron la carrera. 
Sin la oposición de Coppi, que se vio obligado a retirarse por culpa de una caída durante la 9.ª etapa en la que se fracturó varias costillas, el ciclista suizo Hugo Koblet se convirtió en el primer ciclista no italiano en ganar el Giro de Italia, tras batir en la clasificación general por algo más de cinco minutos a Bartali, que se vio relegado una vez más a la segunda posición.

## Equipos participantes
| Equipo             | Jefe de filas   |
| Bianchi            | Fausto Coppi    |
| Bartali            | Gino Bartali    |
| Wilier - Triestina | Fiorenzo Magni  |
| Legnano            | Adolfo Leoni    |
| Taurea             | Luciano Maggini |
| Atala              | Vito Ortelli    |
| Ganna              | Nedo Logli      |
| Frejus             | Ferdi Kubler    |

| Equipo     | Jefe de filas  |
| Bottecchia | Giulio Bresci  |
| Viscontea  | Jean Robic     |
| Cimatti    | Danilo Barozzi |
| Helyett    | Apo Lazarides  |
| Arbos      | Fritz Schaer   |
| Benotto    | Aldo Ronconi   |
| Guerra     | Marcel Dupont  |

## Etapas
| Etapa | Recorrido               | Km  | Ganador            | Líder           |
| 1.ª   | Milán-Salsomaggiore     | 225 | Oreste Conte       | Oreste Conte    |
| 2.ª   | Salsomaggiore-Florencia | 245 | Alfredo Martini    | Fritz Schaer    |
| 3.ª   | Florencia-Livorno       | 148 | Olimpio Bizzi      | Fritz Schaer    |
| 4.ª   | Livorno-Génova          | 216 | Antonio Bevilacqua | Fritz Schaer    |
| 5.ª   | Génova-Turín            | 245 | Franco Franchi     | Fritz Schaer    |
| 6.ª   | Turín-Locarno           | 220 | Hugo Koblet        | Fritz Schaer    |
| 7.ª   | Locarno-Brescia         | 293 | Luciano Maggini    | Alfredo Martini |
| 8.ª   | Brescia-Vicenza         | 214 | Hugo Koblet        | Hugo Koblet     |
| 9.ª   | Vicenza-Bolzano         | 272 | Gino Bartali       | Hugo Koblet     |
| 10.ª  | Bolzano-Milán           | 294 | Mario Fazio        | Hugo Koblet     |
| 11.ª  | Milán-Ferrara           | 251 | Adolfo Leoni       | Hugo Koblet     |
| 12.ª  | Ferrara-Rímini          | 144 | Antonio Bevilcaqua | Hugo Koblet     |
| 13.ª  | Rímini-Arezzo           | 244 | Luciano Maggini    | Hugo Koblet     |
| 14.ª  | Arezzo-Perugia          | 185 | Fritz Schaer       | Hugo Koblet     |
| 15.ª  | Perugia-L'Aquila        | 185 | Giancarlo Astrua   | Hugo Koblet     |
| 16.ª  | L'Aquila-Campobasso     | 203 | Fiorenzo Magni     | Hugo Koblet     |
| 17.ª  | Campobasso-Nápoles      | 167 | Annibale Brasola   | Hugo Koblet     |
| 18.ª  | Nápoles-Roma            | 230 | Oreste Conte       | Hugo Koblet     |

## Clasificaciones
| \| 1. \| Hugo Koblet \| Suiza \| 117h 28' 03s \| \| 2. \| Gino Bartali \| Italia \| + 5' 12" \| \| 3. \| Alfredo Martini \| Italia \| + 8' 41" \| \| 4. \| Ferdi Kubler \| Suiza \| + 8' 45" \| \| 5. \| Luciano Maggini \| Italia \| + 10' 49" \| \| 6. \| Fiorenzo Magni \| Italia \| + 12' 14" \| \| 7. \| Silvio Pedroni \| Italia \| + 13' 07" \| \| 8. \| Luciano Pezzi \| Italia \| + 14' 34" \| \| 9. \| Giulio Bresci \| Italia \| + 18' 08" \| \| 10. \| Pietro Giudici \| Italia \| + 20' 05" \| |                 |        |              |
| 1. | Hugo Koblet     | Suiza  | 117h 28' 03s |
| 2. | Gino Bartali    | Italia | + 5' 12"     |
| 3. | Alfredo Martini | Italia | + 8' 41"     |
| 4. | Ferdi Kubler    | Suiza  | + 8' 45"     |
| 5. | Luciano Maggini | Italia | + 10' 49"    |
| 6. | Fiorenzo Magni  | Italia | + 12' 14"    |
| 7. | Silvio Pedroni  | Italia | + 13' 07"    |
| 8. | Luciano Pezzi   | Italia | + 14' 34"    |
| 9. | Giulio Bresci   | Italia | + 18' 08"    |
| 10. | Pietro Giudici  | Italia | + 20' 05"    |

| \| 1. \| Hugo Koblet \| Suiza \| - \| \| 2. \| Gino Bartali \| Italia \| - \| \| 3. \| Vittorio Rossello \| Italia \| - \| |                   |        |   |
| 1. | Hugo Koblet       | Suiza  | - |
| 2. | Gino Bartali      | Italia | - |
| 3. | Vittorio Rossello | Italia | - |

| \| 1. \| Frejus \| Italia \| FRE \| - \| |        |        |     |   |
| 1.                                       | Frejus | Italia | FRE | - |